# Catedral de San Pedro y San Pablo (Ennis)
La Catedral de San Pedro y San Pablo (en inglés: Cathedral of Saints Peter and Paul) (También conocida como la catedral de Ennis), es la iglesia catedral de la diócesis de Killaloe. Se encuentra en Ennis, Condado de Clare, Irlanda.
El sitio de la catedral fue donado a la diócesis en 1828 para la construcción de una iglesia parroquial para Ennis. Las obras de construcción se iniciaron y continuaron con un progreso lento, y la iglesia inacabada se utilizó por primera vez para celebrar la misa en 1842. A continuación, la iglesia fue dedicada a San Pedro y San Pablo un año más tarde. El desarrollo de la iglesia se detuvo en gran parte durante la gran hambruna, pero funcionó después que se terminó el diseño interior de la iglesia. La torre de la iglesia se completó en 1874. La iglesia parroquial fue elevado a la categoría de pro-catedral en 1889, y a Catedral en 1990.